# Tangsudo

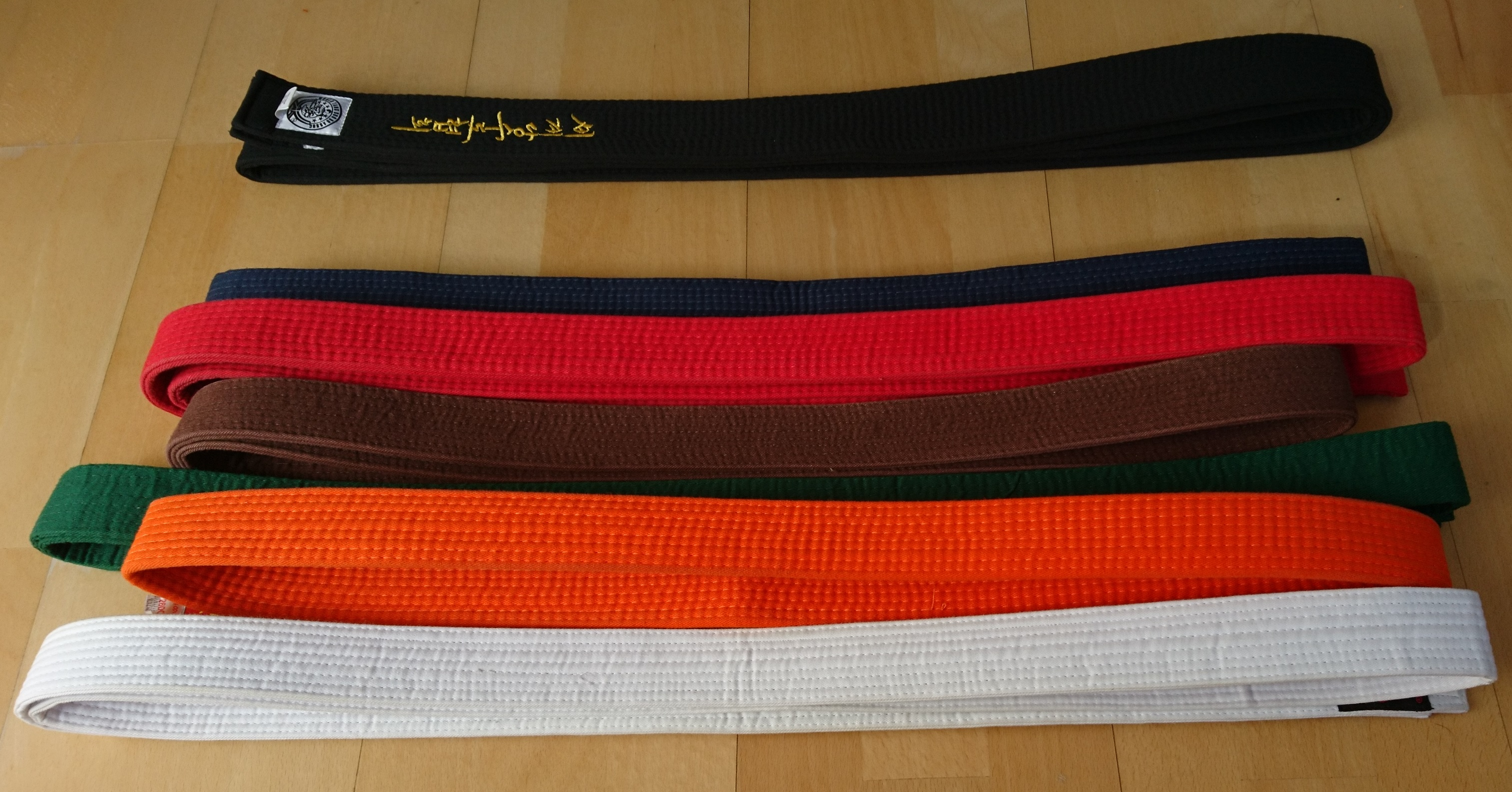
Ceintures de Tang Soo Do classées par grade (du blanc au noir)

Le tangsudo (hangeul : 당수도 ; hanja : 唐手道 ; en transcription anglaise : Tang Soo Do, prononcé tangsoudo), « la Voie de la Main de Chine », est un art martial coréen traditionnel. 
Cet art martial met l'accent sur la discipline et sur la pratique de katas et des mouvements d'autodéfense. Hwang Ki, le fondateur de cet art, a affirmé qu'il l'avait créé à partir de la lecture de vieux textes de subak (un art martial coréen plus ancien) tandis qu'il a vécu en Mandchourie durant la décennie de 1930. Le karaté japonais et les approches internes chinoises peuvent avoir influencé le tangsudo. Dans beaucoup d'aspects, le tangsudo est semblable au karaté et au taekwondo, sauf un très petit accent sur des compétitions sportives.  

## Histoire du tangsudo

### Époque ancienne
Le nom Tang su do, qui signifie « la Voie de la Main de Chine », fait référence à la Dynastie Tang qui régna entre 618 et 907. Les techniques chinoises furent incorporées à des techniques coréennes pour créer ce nouvel art martial, lequel ne présente que peu de similarités avec le tangsudo moderne.

### Renaissance moderne

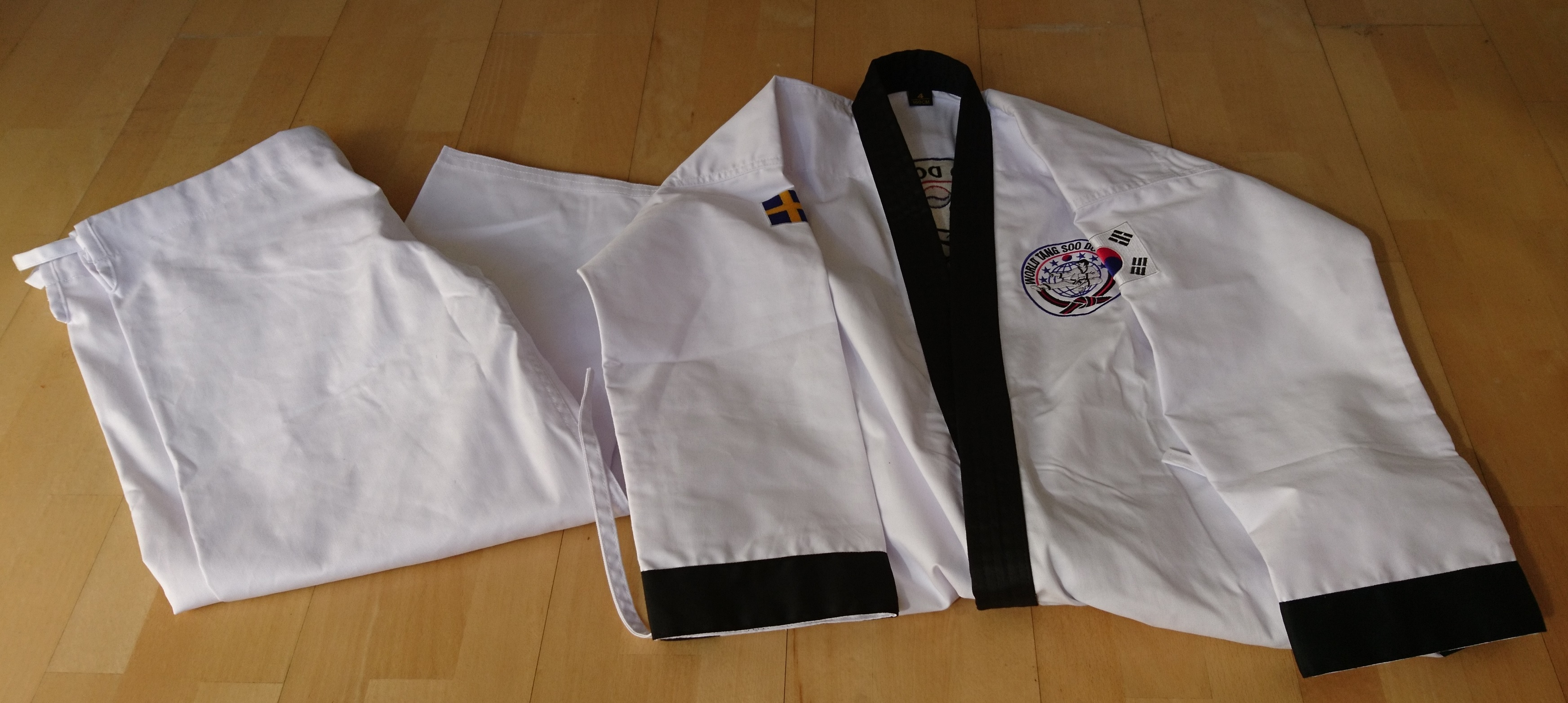
Dobok de Tang Soo Do moderne (ceinture noire)

Dans la péninsule coréenne, beaucoup d'écoles d'arts martiaux avaient été interdites par l'envahisseur japonais durant 35 ans. Les maîtres cependant continuaient d'entraîner des disciples et ils purent, à la fin de la Deuxième Guerre mondiale développer les arts martiaux coréens modernes. Certains décident de fonder le Tangsudo moderne.
La première école de tangsudo à être ouverte fut celle de Cheongdo-gwan, fondée en 1944 par Lee Won Kuk. Après la libération de la nation coréenne, le 15 août 1945, quatre autres écoles furent ouvertes : Mudeok-gwan, Songmu-gwan, Chido-gwan et Changmu-gwan. Les autres écoles (“gwan”, en coréen) ont été ajoutées à la liste après la fin de la guerre civile entre le Nord et le Sud (1950-1953). En décembre 1955, avec l'approbation du président de République de Corée du Sud, Rhee Singman, une réunion avec les directeurs des principales écoles eut lieu. Le but de cette réunion était d'unifier les différentes écoles, et de donner un nom et une forme à cet art martial national. Le nom ne devrait avoir aucune relation ni avec la Chine, ni avec le Japon ("Tangsu" signifie "Main de Chine" et en langue d'Okinawa se prononce "karate").
Parmi tous les noms proposés, il y avait « taekwondo », proposé par le général Choi Hong Hee (Choe Hong-Hi). En 1961, l' «Association Coréenne de Taesudo» est créée. Les écoles Mudeok-gwan (de Hwang Ki) et Ido-gwan (de Byong Yeon-Koe) sont restées ancrées dans la tradition. La nouvelle organisation a démembré l'héritage technique du vieux tangsudo en 1962. Le combat sportif avec l'usage de sauts, de coups de pied et de coups de poing ont formé le taesudo brièvement. D'autre part, les techniques de «naegong » (le travail interne, chin.: neikung), qui concernent le contrôle de la respiration, de l'énergie (Ki) et de la concentration mentale, devinrent peu perceptibles. En 1964, l'organisation a de nouveau changé son nom en «Association Coréenne de Taekwondo». C'est ce nom qui sera définitivement adopté.
En 1966, «la Fédération Internationale de Taekwondo» (ITF) est née. Son but était d'étendre la discipline sur le monde. Son fondateur est le général coréen Choi. En 1971, le taekwondo devient le sport national de la Corée du sud par le décret présidentiel du Président Park Chung Hee (Bak Cheong-Hi). En 1973, «la Fédération Mondiale de Taekwondo» (WTF) est née, sous la présidence du Dr Kim Un-Yong, en opposition avec l'ITF. L'ITF, après plusieurs épisodes de changements continuels, obtiendra le soutien de la Corée du nord. Pendant ce temps, le WTF de Kim atteint les Jeux Olympiques : à Séoul, en 1988, à Barcelone en 1992. Ainsi le taekwondo devient un sport Olympique officiel et non plus un art martial. Les écoles, qui étaient fidèles à tangsudo devait choisir d'émigrer, en s'installant à l'extérieur de la Corée, en Amérique, en Europe, en Afrique Méridionale, etc., pour maintenir inchangé le message des Sages anciens d'Orient. 
Le grand maître Shin Jae-Chul était un étudiant de cet art et il l'a apporté en États-Unis. Auparavant, le taekwondo était vraiment devenu populaire. Shin Jae-Chul a commencé la première école de tangsudo à Burlington, New Jersey. En 1984 il a fondé la World Tang Soo Do Association, afin d'égaler la popularité du taekwondo. L'association est basée à Philadelphie, en Pennsylvanie. Le grand maître Pak Ho-Shik est huitième Dan de tangsudo, et président de la Hwa Rang World Tang Soo Do Federation, dans le Parc de Canoga, en Californie. Il a publié différentes méthodes d'entraînement au tangsudo, y compris des vidéos, des livres et un cd-rom. Son livre "Complete Tang Soo Do Manual (le Manuel Complet de Tangsudo)" fait autorité et couvre toutes les techniques de la ceinture blanche au sixième dan.

## Les techniques de combat dans le tangsudo

### Les postures

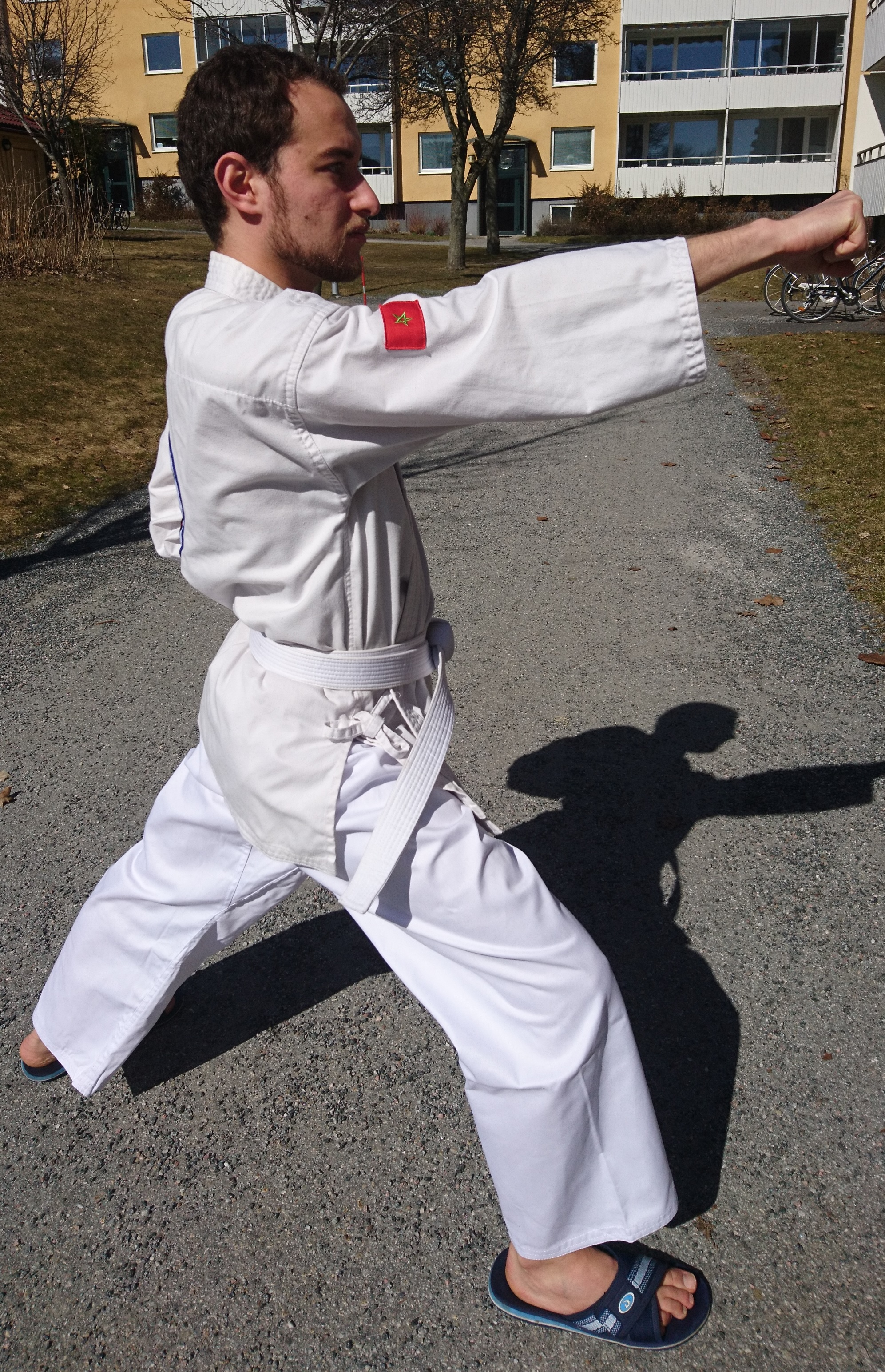
Posture basique de Tang Soo Do.

Il y a beaucoup de postures dans le tangsudo. Certaines d'entre elles sont basiques, par exemple "la posture de préparation"; les autres requièrent plus un équilibre, comme "la posture sur un pied seul" ou "la posture de la grue".

### Les techniques basiques
Les techniques basiques sont simples et efficaces. Les étudiants apprennent toutes les techniques basiques (les blocages, les coups de poing, les coups de pied) qu'on peut trouver dans l'art classique du tangsudo. Dans les dojang (le Lieu de la Voie, des écoles de tangsudo), se souligne "l'art", non seulement le combat. Les techniques de main impliquent, entre autres, une variété de techniques du poing et de "main-couteau" (Sonnal, Sudo). Chacune d'elles a une forme et une application précises, et elles sont utilisées en blocage et en attaque. Le tangsudo est un art martial qui met l'accent sur les techniques de jambes et la souplesse. Elles sont aussi utilisées pour bloquer et attaquer.

## L'entraînement en tangsudo
Dans la méthode traditionnelle, l'étudiant doit apprendre tout d'abord les fondements (gibon), puis pratiquer le combat sur un pas (hanbon gyeoreugi) et le combat sur trois pas (sambon gyeoreugi). 
Le combat d'un pas enseigne comment se concentrer mais le combat de trois pas lui enseigne comment bouger en avant et en arrière ainsi que comment utiliser la distance. 
Ensemble, ils donnent la confiance dont l'étudiant a besoin pour bloquer et pour attaquer avec succès en combat libre. 

### L'entraînement mental
Les maîtres soulignent l'importance des Principes et le Credo du Tangsudo, les étudiants apprennent la discipline et le respect. La confiance en soi, la concentration et le contrôle sont aussi soulignés, parce qu'ils sont les aspects importants de la vie quotidienne. 

### La pratique des fondamentaux (kibon)

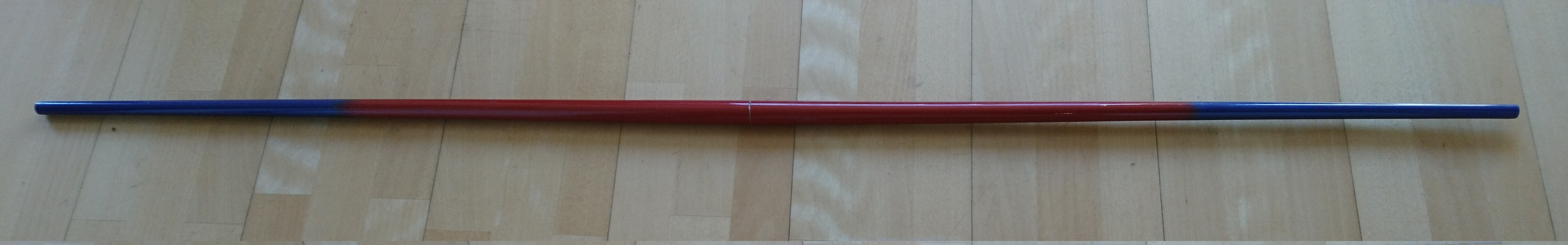
Le Bong est une arme utilisée au Tang Soo Do.

Les étudiants pratiquent les techniques basiques avec déplacement pratiquement à chaque leçon. Cela aide à comprendre la dynamique d'un mouvement et raffine la technique par la répétition. Les fondations enseignent à l'étudiant le bon équilibre et la bonne posture.

### Les formes (hyeong)
Les formes sont les séquences prédéterminées des techniques basiques. Les formes dans le tangsudo sont dérivées de différents styles d'arts martiaux. En effet, la majorité d'elles sont les versions de kata de karaté. Elles démontrent l'application de toutes les techniques basiques dans une variété de situations. Celui pratiquant de la forme s'imagine se défendant contre plusieurs adversaires. Les hyeong sont les modèles réglés de techniques que les étudiants pratiquent à tous les niveaux. L'apprentissage des formes augmente la compréhension et la mémorisation des techniques. Les formes façonnent des techniques basiques et elles enseignent la stratégie, les tactiques, la synchronisation et l'équilibre. Si le tangsudo est traité comme «l'art pour l'art», les formes s'apprennent avec facilité et ressemblent un type de danse dans la présentation. À mesure que l'étudiant fait des progrès dans la capacité, les hyeong sont devenus plus compliqués et deviennent un défi. Les formes sont une partie de l'entraînement de tangsudo qu'un étudiant peut pratiquer avec facilité presque partout.

### Le combat (daeryeon)
Le combat d'entraînement donne l'occasion d'utiliser librement toutes les techniques contre un ou quelques adversaires. L'auto-contrôle est important. Le moment correct, la position et les méthodes appropriées pour passer à travers les défenses d'un adversaire sont aussi pratiqués. Bien que les casques soient rembourrés, les gants et les bottes sont disponibles. La règle d'éviter le contact est respectée. 

#### Le combat d'un pas (hanbon-daeryeon)
Cet exercice applique les techniques sous forme d'auto-défense contre une attaque connue de manière contrôlée. L'objectif est le développement de ripostes automatiques conditionnées par une certaine situation. Ils permettent d'apprendre la juste distance et synchronisation, qui sont les deux facteurs cruciaux dans un combat réel. Aussi l'assurance et le contrôle sont la partie du procès. Cela est une manière de pratiquer très contrôlée, sûre, et sans contact.

#### Le combat libre (jayu-daeryeon)

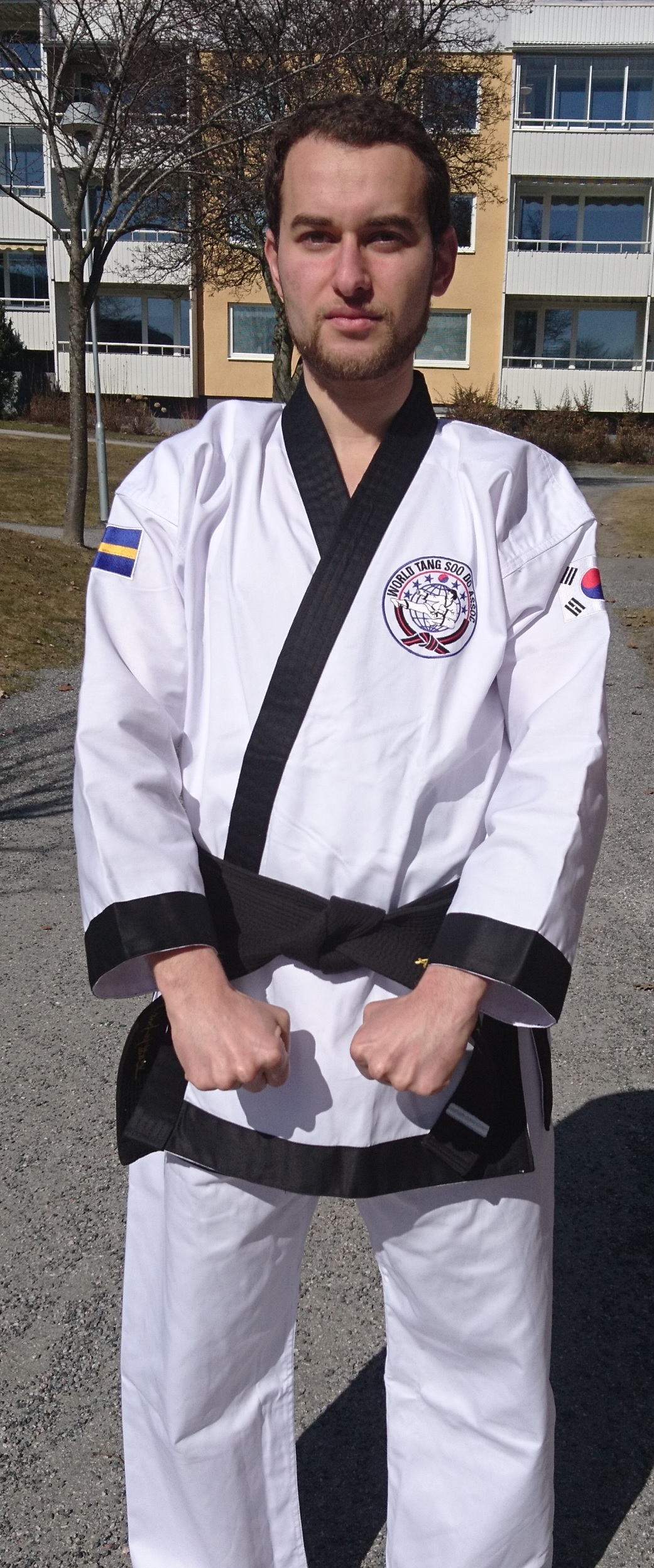
Étudiant de Tang Soo Do en position "Prêt".

Le combat libre permet de pratiquer les techniques contre d'autres dans des conditions contrôlées. L'objectif est de se défendre dans une situation inconnue. Pendant tout ce temps la sécurité est soulignée. Selon l'approche traditionnelle, l'étudiant n'a pas besoin de donner de coups à un sac lourd pour augmenter le pouvoir de ses coups et pour se préparer au combat libre parce que les étudiants pratiquent le contrôle, sans contact. Les étudiants arrêtent leurs coups très près devant leur but. Ainsi, si dans un combat réel ils décident de frapper la cible, ils peuvent le faire avec facilité. 
Selon la théorie traditionnelle, si l'étudiant fait le contact de façon constante, il sera difficile de contrôler ses techniques lorsqu'il en aura besoin. Mais s'il pratique toujours le contrôle, il peut avec facilité choisir de frapper lorsqu'il en aura besoin. Si l'étudiant fait de manière constante le contact pendant le combat libre, son esprit deviendra sauvage. Mais si l'étudiant pratique le combat contrôlé, son esprit deviendra plus contrôlé. Les deux états de l'esprit peuvent se diffuser dans sa vie quotidienne. Parce que le contact plein est interdit, les étudiants n'ont pas la nécessité d'utiliser des protections rembourrées résistantes. L'utilisation des gants de boxe et des protections épaisses de pied invitent à frapper fortement. Et quand ils frappent en portant ce genre de protections, ils ne sentent pas si leur technique est correcte. Pour éviter ce problème, les maîtres traditionnels doivent opter pour les protections légères aux poings et sur le dessus des pieds. Elles suffisent pour empêcher la blessure quand le contact arrive accidentellement. 
Selon l'approche moderne, le combat libre ressemble au combat de kick-boxing. Les étudiants utilisent les gants de boxe, les protections des pieds et les protections de la tête. 
Si le combat libre est orienté vers la compétition ou le combat de rue, l'étudiant doit s'efforcer d'améliorer son endurance. C'est pourquoi il doit avoir de bonnes fondations et de bonnes qualifications de combat sur un pas et sur trois pas; ils développent l'endurance de l'étudiant. Il n'arrivera pas immédiatement; cela prend généralement deux ou trois mois pour construire l'endurance. L'important, c'est une respiration adéquate. L'étudiant doit respirer au juste temps quand il frappe et bloque. S'il retient sa respiration quand il fait une technique, il peut encore faire la technique mais il deviendra graduellement fatigué au fur et à mesure que le temps passe. À la fin, il perdra sa capacité de continuer. D'autre part, chaque fois qu'il inspire et expire correctement, il prolonge le temps durant lequel il peut combattre.

### L'entraînement de auto-défense (hoshinsul)
Cette activité enseigne à un étudiant la manière de se défendre contre des saisies et des prises. Il contient aussi un enseignement sur la manière de traiter des situations où il est nécessaire de se défendre sans causer de dommage permanent à l'attaquant et l'usage de points de pression. Le jayu-daeryeon est parfait pour améliorer la capacité d'auto-défense. L'étudiant peut combiner toutes les techniques: les coups de pied, les coups de poing, les coups au pied, et les renversements.

### La casse de planches (kyeokpa)
La casse de planches est l'activité préférée de beaucoup d'étudiants et des spectateurs. La casse prouve le niveau technique des étudiants et aide à comprendre quel effet leurs techniques peuvent avoir sur une cible. Elle est utilisée pendant les tests de grade et la sécurité est soulignée à tout moment. Cette activité enseigne à se concentrer, focaliser l'esprit et viser correctement. Cela aide aussi les étudiants à passer les barrières mentales et améliore leur confiance.

## Ressources
- Trochet, Serge Mudo: les arts martiaux coréens

## Liens
- (en) Histoire du Tangsudo
- (fr) Les arts martiaux Coréens et le Taekwondo L'histoire d'arts martiaux coréens
- (en) International Tang Su Do Academy